# Polystichum weimingii
Polystichum weimingii là một loài dương xỉ trong họ Dryopteridaceae. Loài này được Li Bing Zhang & H.He mô tả khoa học đầu tiên năm 2009.
Danh pháp khoa học của loài này chưa được làm sáng tỏ. 